# Маккей, Джеймс Александр
Джеймс Александр Маккей (англ. James Alexander Mackay; 21 ноября 1936, Инвернесс — 12 августа 2007, Глазго) — шотландский писатель, доктор словесности, коллекционер. Автор 207 книг и около 10 тысяч статей по различным предметам — биографиям, истории почты, филателии, нумизматике и др. Писал также для «Financial Times».
Его репутация была значительно запятнана в результате судебного осуждения в кражах и обвинений в плагиате. Тем не менее Маккей считается одним из самых продуктивных писателей-филателистов. Избирался председателем и секретарём Филателистического общества Глазго (Glasgow Philatelic Society).

## Биография

### Ранние годы
Родился 21 ноября 1936 года в Инвернессе. Отец Вильям (William Mackay) был электроинженером, мать Минни (Minnie) — медсестрой. В семье Джеймс был вторым ребёнком, но его старший брат умер ещё до его рождения. Кроме того, у Джеймса была младшая сестра. Во время Второй мировой войны отец вступил в Королевский военно-морской добровольный резерв (Royal Naval Volunteer Reserve), а мать работала военной медсестрой. Джим с сестрой остались на попечении родственников, включая бабушку на острове Скай, где мальчик выучил шотландский язык и посещал школу.
С 1941 по 1945 год будущий писатель обучался в семи начальных школах, пока его родители не переехали в Глазго, где он окончил школу Hillhead High School в 1954 году. В школе Джеймс награждался призами за успехи в изучении греческого, латинского и английского языков и истории. Затем он получил историческое образование в Университете Глазго, который он окончил в 1958 году.
С детства Джим увлёкся почтовыми марками. Примерно с 1950 года Джеймс начал коллекционировать книги по филателии. В 1959 году Маккей впервые серьёзно заинтересовался почтой Британских островов и её историей. Случилось это во время его военной службы в Королевском полку артиллерии в течение двух с половиной лет на островах Сент-Килда и Бенбекьюла в архипелаге Внешние Гебриды (об этом он позднее написал три книги).
С 1960 года Дж. Маккей начал печататься в журнале «Stamp Magazine» и другой филателистической периодике.
По возвращении из армии Маккея взяли на работу в Британский музей, и он стал самым молодым за всю историю куратором (Curator, Assistant Keeper) филателистических отдела и коллекций в Британском музее — в возрасте всего лишь 24 лет. Джеймс нашёл, принёс в Музей и восстановил одну из машин, на которой в 1840 году печатался знаменитый «Чёрный пенни».
Однако в 1972 году он был смещён с этой должности по обвинению в краже ценных марок. Судебное заседание по этому делу проходило в Олд-Бейли, центральном уголовном суде Лондона. Маккей был вынужден сознаться в пяти случаях кражи пробных марок из стен Музея в 1965 и 1966 годах. Суд назначил нечистому на руку филателисту штраф в размере 1000 фунтов стерлингов.

### Карьера писателя
Вернувшись в Шотландию, Джеймс Маккей стал работать в качестве газетного репортёра и писать на филателистические темы.
Дж. Маккей — автор двух получивших признание книг по истории почты Шотландии. Первая была посвящена истории почты архипелага Сент-Килда. Вторая, вышедшая в 1978 году, содержала подробное описание почтовых штемпелей Шотландии с 1693 по 1978 год («History of Scottish Postmarks, 1693—1978»). Было также опубликовано множество его статей и других книг по филателии, особенно по почтовым штемпелям Англии, Ирландии и Шотландии, а также «Ежегодники по истории почты» («Postal History Annual») и книги «островной» серии.
С 1976 по 1992 год Маккей был редактором «Хроники Бёрнса» («The Burns Chronicle»). Именно под его руководством издание достигло такого уровня качества и разнообразия, который не был отмечен ни до, ни после Маккея. Затем Маккей обратился к биографическому жанру и достиг весьма больших высот. В 1980-е годы он работал над биографией шотландского поэта Роберта Бёрнса, которая была издана в 1992 году, хорошо встречена литературной критикой и в 1994 году удостоена премии Общества Андреевского креста Saltire Award. Самому Маккею за эту работу присвоили в Университете Глазго степень доктора словесности (лат. D. Litt.). В 1996 году писатель направлял в Королевскую почту предложение о марочном выпуске в связи с 200-летием со дня смерти великого шотландского поэта и был удостоен чести открыть выставку о Бёрнсе в Британском почтовом музее.
Опубликованные затем биографии Алана Пинкертона и Уильяма Уоллеса получили как положительные, так и отрицательные отзывы критиков. В 1996 году вышла книга о жизни ирландского революционера Майкла Коллинза (англ. «Michael Collins: A Life»). Об этой книге были написаны блестящие рецензии.

### Плагиат
В 1998 году Маккей опубликовал биографию Александера Грэма Белла. Вскоре после появления книги в книжных магазинах Роберт В. Брюс (Robert V. Bruce) сделал убийственное обвинение о наличии плагиата его собственного труда под названием «Alexander Graham Bell and the Conquest of Solitude». Будучи далеко не малоизвестной книгой, это произведение было удостоено Пулитцеровской премии в 1973 году. В этом обвинительном заключении, которое было опубликовано в журнале, издающемся Американской ассоциацией по изучению истории (American Historical Association), перечислялись примеры плагиата в отношении 80 % оригинальных страниц. Маккей возместил издательству расходы, связанные с отзывом книги из продажи, и Брюс согласился не обращаться с иском в суд.
В 1998 году Маккеем была также опубликована биография Джона Пола Джонса, основателя ВМС США. Несмотря на то, что вначале книга была встречена хорошо и была отмечена хвалебными рецензиями в ведомственной прессе, вскоре обнаружилось, что она представляет собой практически копию книги, написанной о Джонсе Сэмюэлем Элиотом Морисоном в 1942 году и также в своё время удостоенной Пулитцеровской премии.
«Нью-Йорк Таймс» процитировала преподавателя истории в Колумбийском университете Дэвида Эрмитиджа, который заявил, что книга представляет собой «очевидный и последовательный плагиат» («a spectacular and sustained act of plagiarism»).
В 1999 году обнаружились новые случаи переписывания Маккеем чужих произведений. Так, в книге Маккея «Andrew Carnegie, Little Boss», биографии Эндрю Карнеги (1997), были заимствованы солидные пассажи из книги американского писателя Джозефа Уолла (Joseph Frazier Wall), напечатанной в 1970 году. Ещё одной плагиатной работой стала написанная Маккеем биография Марии Стюарт «In My End is My Beginning» с использованием текста книги Антонии Фрейзер (Antonia Fraser) «Mary Queen of Scots».

### Коллекционирование
Первыми марками Джеймса стали 5-центовые миниатюры Ньюфаундленда, с изображённым на них оленем карибу, которые были подарены ему ньюфаундлендскими солдатами, когда ему было пять или шесть лет. В начальных классах Джеймс собирал все марки подряд. Его учительница поощряла хорошо успевающих детей почтовыми миниатюрами: кто учился получше, получал марки экзотических британских колоний, а кто похуже — малоинтересные стандартные марки. В 1948 году Джеймс продал свой альбом с марками и переключился на собирание германской филателии, благодаря другу по переписке из Гриммы близ Лейпцига. По стечению обстоятельств, немецкий стал первым современным иностранным языком, который освоил Маккей; впоследствии его вторая жена была немка, что ещё более укрепило его интерес к Германии.
В течение жизни Джеймс Маккей собрал значительную мировую генеральную коллекцию почтовых марок, а также штемпелей, наклеек и непочтовых марок. В ней присутствовали марки из 210 стран. Одновременно он составил большую коллекцию марок о кошках, для того чтобы возбудить у жены Ренаты её старый интерес к филателии. Коллекция эта занимала семь альбомов и включала, помимо марок, конверты, наклейки и спецгашения. В общей сложности собрание Маккея хранилась в более чем 250 альбомах — для специализированных и тематических коллекций и дополнительно в семи шкафах с четырьмя выдвижными ящиками — для текущих выпусков всего мира. Одна из тематических коллекций была посвящена викингам и их вторжению в Шотландию в Средние века. Среди специализированных коллекций у него имелась и коллекция британских стандартных марок типа «Машен».
В 1980 году Маккей купил на аукционе обширную коллекцию почтовых наклеек для заказных писем со всего мира, общий вес которой составлял почти 50 кг. В течение многих лет коллекционер занимался классификацией этих и других наклеек (авиапочтовых, посылочных) и размещением их в альбомы, но, видимо, не успел закончить этот труд, поскольку наклеек было чуть ли не целый миллион. Наиболее ценной вещью в своём собрании он считал почти полный лист наклеек для заказных писем с островов Сент-Килда, который был последним подобным листом в момент эвакуации местных жителей оттуда в 1930 году.
Знаменитый филателист считал, что «занятие марками оказывает большой терапевтический эффект».

### Последние годы
Приблизительно в то же время, когда Маккей оказался в центре скандала о плагиате, он попытался направить в американское периодическое издание «Linn’s Stamp News» статью по тематической филателии, однако она была отвергнута. Тем не менее Маккей впоследствии еще печатался в ряде филателистических изданий, включая «Gibbons Stamp Monthly» (где, например, в 2001 году вышла его обширная статья «Cats on Stamps» — о кошках в филателии), «British Philatelic Bulletin» и др.
В 1998 году писатель и филателист участвовал в телевизионных дебатах о необходимости собственной программы выпуска почтовых марок для Шотландии и поддержал эту идею. В последующие годы он был активным организатором шотландской филателии, занимая посты президента и секретаря Филателистического общества Глазго и президента Староиствудского филателистического общества (Old Eastwood Philatelic Society).
Дж. Маккей был приглашён участвовать в подготовке и проведении филателистической выставки «Glasgow 2000», которая проходила в ноябре 2000 года в Глазго. На выставке Маккей отвечал за освещение события в средствах массовой информации, а также подготовил сопроводительную книгу «Scotland’s Posts» («Почты Шотландии»). Эта же выставка стала первой и последней для коллекционера, на которой он принимал участие в конкурсной части. Его экспонат «Operation Postcard» («Операция „Почтовая карточка“»), получивший бронзовую медаль, посвящался эксперименту по использованию течений для доставки почтовых карточек в 1950-е годы, но был сдержанно воспринят судьями, с комментариями о несоответствии материала регламенту филателистической выставки. В 2000 году читатели журнала «British Philatelic Bulletin» назвали его самым популярным автором года.
В 2003 году «Стэнли Гиббонс» издал иллюстрированную книгу филателистических терминов под авторством Маккея — «Philatelic Terms Illustrated». В 2007 году из-под его пера выходит ещё одно иллюстрированное справочное филателистическое издание — «1800 Stamps of the World». Таким образом, Джеймс Маккей до конца жизни оставался признанным специалистом в области филателии; его неоднократно приглашали с лекциями в филателистические клубы Великобритании. В его библиотеке насчитывалось до 2000 книг других авторов по истории почты и филателии.
Джеймс Маккей умер 12 августа 2007 года в возрасте 70 лет в Глазго. Некрологи о нём появились в ряде ведущих шотландских средствах массовой информации и в филателистических журналах («Gibbons Stamp Monthly», «Stamp & Coin Mart» и др.). Так, Джон Холман (John Holman), редактор «Британского филателистического бюллетеня» («British Philatelic Bulletin»), назвал Маккея «филателистическим писателем, которому не было равных».

## Семья
Джеймс Маккей был женат дважды. От первого брака с Мэри Джексон (Mary Jackson), заключённого в 1960 году, он имел дочь Фиону (Fiona) и сына Алистера (Alastair).
После развода с Мэри Маккей женился в 1992 году на Ренате Финлей-Фрейндлих (Renate Finlay-Freundlich), приёмной дочери известного астронома Эрвина Финлей-Фройндлиха. Она происходила из филателистической семьи, её брат и сын были активными коллекционерами. Собственную школьную коллекцию она передала своему сыну. Дядя жены собрал огромнейшую коллекцию марок мира, выходивших с 1900 по 1974 год, когда он умер, и Маккей приобрёл это собрание в 1993 году.

## Избранные труды

### По коллекционированию
Из более 200 книг и 10 тысяч статей, принадлежащих перу Джеймса Маккея, свыше 100 книг и, вероятно, 80 % статей были им написаны на почтовые и филателистические темы За одну из книг — «Under the Gum: Background to British Stamps» («Под клеем: введение к британским маркам», 1997) — он был награждён Премией Роуленда Хилла (Rowland Hill Awards). Незадолго до смерти Маккей также закончил написание своей первой книги по нумизматике и собирался приступать ко второй. На русский язык были переведены две его книги — энциклопедии по почтовым маркам и монетам мира; они вышли в свет соответственно в 2009 и 2010 годах в издательстве «Эксмо» (см. ниже).

#### На английском языке
- The World of Stamps. (Мир почтовых марок.)
- Cover Collecting — A Collecta Guide to First Day & Other Covers St Kilda; Its Posts and Communications. 1963. (Коллекционирование конвертов. Справочник коллекционера по конвертам первого дня и другим конвертам Сент-Килды, почте и связи архипелага.)
- The Tapling Collection of Postage Stamps and Telegraph Stamps and Postal Stationery. — British Museum, 1964. — 53 p. (Коллекция почтовых и телеграфных марок и цельных вещей Таплинга.)
- Tristan Da Cunha: Its Postal History and Philately. — Mackay & Crabb, 1965. — 72 p. (Тристан-да-Кунья: история почты и филателия.)
- Commonwealth Stamp Design 1840—1965. — British Museum, 1965. — 32 p. (Рисунки почтовых марок Содружества 1840—1965 годов.)
- Money in Stamps. — Johnson Publications, 1967. — 240 p. — ISBN 0-85307-000-8. (Деньги на почтовых марках.)
- The Story of Éire and Her Stamps. — Philatelic Publishers, 1968. (История Эйре и её почтовые марки.)
- East Africa: The Story of East Africa and Its Stamps. — Philatelic Publishers, 1970. — 192 p. — ISBN 0-900864-01-X. (Восточная Африка: история Восточной Африки и её марки.)
- New Encyclopedia of Stamps. — IPC Magazines, 1970. (Новая энциклопедия почтовых марок.)
- Airmails, 1870—1970. — Batsford, 1971. — 216 p. — ISBN 0-7134-0380-2. (Авиапочта, 1870—1970 годов.)
- The World of Classic Stamps 1840—1870. — Putnam, 1972. (Мир классических марок 1840—1870 годов.)
- The Dictionary of Stamps in Colour. — Michael Joseph, 1973. — 296 p. — ISBN 0-7181-1124-9. (Словарь почтовых марок в цвете.)
- An Illustrated History of Stamp Design. — Peter Lowe, 1974. — 187 p. — ISBN 0-85654-609-7. (Иллюстрированная история рисунков почтовых марок.)
- Encyclopedia of World Stamps, 1945—1975. — Lionel Leventhal Ltd, 1976. — 160 p. — ISBN 0-07-044595-8. (Энциклопедия почтовых марок мира.)
- The Guinness Book of Stamps: Facts and Feats. — Perseus Distribution Services, 1982. — 225 p. — ISBN 0-85112-241-8. (Книга Гиннесса о почтовых марках: факты и достижения.)
- British Stamps. — Longman, 1985. — 247 p. — ISBN 0-582-40620-X. (Почтовые марки Британии.)
- Postmarks of England and Wales. — J.A. Mackay: self-published, 1988. — 352 p. — ISBN 0-906440-46-7. (Почтовые штемпели Англии и Уэльса.)
- Stamp Collecting: Philatelic Terms Illustrated. — 4th edn. — London: Stanley Gibbons, 2003. — 160 p. — ISBN 0-85259-557-3. (Иллюстрированные филателистические термины.)
- The World Encyclopedia of Stamps and Stamp Collecting: The Ultimate Illustrated Reference to Over 3000 of the World’s Best Stamps, and a Professional Guide to Starting and Perfecting a Spectacular Collection. — Lorenz Books, 2005. — 256 p. — ISBN 0-7548-1530-7. (Всемирная энциклопедия почтовых марок и их коллекционирования: полный иллюстрированный справочник по свыше 3000 лучших марок мира и профессиональный путеводитель для начинания и совершенствования впечатляющей коллекции.)
- 1800 Stamps of the World: A Stunning Visual Directory of Rare and Familiar Issues, Organized Country by Country with over 1800 Images of Collectables from up to 200 Countries. — Southwater, 2007. — 160 p. — ISBN 1-84476-346-3. (1800 почтовых марок мира: удивительный наглядный указатель редких и знакомых выпусков, организованный по странам и содержащий свыше 1800 изображений коллекционных предметов почти из 200 стран.)
- English Provincial Krags (Machine Cancellations). — 1987. (Провинциальные штемпели машинного гашения Англии.)
- Scottish Postmarks 1693—1987. — J.A. Mackay: self-published, 1978. — 68 p. (Почтовые штемпели Шотландии 1693—1987 годов.)
- The Circular Name Stamps of Scotland. — J.A. Mackay: self-published, 1978. (Круглые именные штемпели Шотландии.)
- The Skeleton Postmarks of Scotland. — J.A. Mackay: self-published, 1978. (Контурные почтовые штемпели Шотландии.)
- The Floating Post Offices of the Clyde. — J.A. Mackay: self-published. (Плавучие почтовые отделения Клайда.)
- Scottish Twin-Arc Postmarks with Stampers Numbers 1894—1963. — J.A. Mackay: self-published.
- The Postal History of Glasgow. — J.A. Mackay: self-published, 1984. (История почты Глазго.)
- Sub Office Rubber Datestamps of Scotland. — J.A. Mackay: self-published. (Календарные резиновые почтовые штемпели Шотландии)
- English and Welsh Postmarks Since 1840. — J.A. Mackay: self-published. — 254 p. (Почтовые штемпели Англии и Уэльса после 1840 года.)
- British Post Office Numbers 1924—1969. — J.A. Mackay: self-published, 1981. — 50 p. (Номера почтовых отделений Великобритании 1924—1969 годов.)
- Telegraphic Codes of the British Isles, 1879—1924. — J.A. Mackay: self-published, 1981. — 90 p. (Телеграфные коды Британских островов, 1879—1924 годов.)
- The Parcel Post of the British Isles. — J.A. Mackay: self-published, 1982. — 232 p. (Посылочная почта Британских островов)
- Registered Mail of the British Isles. — J.A. Mackay: self-published, 1982. — 395 p. (Заказные почтовые отправления Британских островов.)
- Official Mail of the British Isles. — J.A. Mackay: self-published, 1983. — 349 p. (Служебная почта Британских островов.)
- Surcharged Mail of the British Isles. — J.A. Mackay: self-published, 138 p.
- Irish Postmarks Since 1840. — J.A. Mackay: self-published, 1982. — 222 p. (Почтовые штемпели Ирландии после 1840 года.)
- Irish Slogan Postmarks 1919—1983. — J.A. Mackay: self-published. — 76 p. (Почтовые штемпели Ирландии с лозунгами 1919—1983 годов.)
- Sub Office Rubber Datestamps of Ireland. — J.A. Mackay: self-published, 1985. (Календарные резиновые почтовые штемпели Ирландии)
- Dátstampái Rubair na bhFo-Oificí an Phoist in Éirinn. — J.A. Mackay: self-published. (ирл.)
- Postal History Annual 1979. — J.A. Mackay: self-published, 1979. (Ежегодник истории почты 1979 года.)
- Postal History Annual 1980. — J.A. Mackay: self-published, 1980. (Ежегодник истории почты 1980 года.)
- Postal History Annual 1981. — J.A. Mackay: self-published, 1981. (Ежегодник истории почты 1981 года.)
- Postal History Annual 1982. — J.A. Mackay: self-published, 1982. (Ежегодник истории почты 1982 года.)
- Postal History Annual 1983. — J.A. Mackay: self-published, 1983. (Ежегодник истории почты 1983 года.)
- Postal History Annual 1984. — J.A. Mackay: self-published, 1984. (Ежегодник истории почты 1984 года.)
- Postal History Annual 1985. — J.A. Mackay: self-published, 1985. (Ежегодник истории почты 1985 года.)
- Postal History Annual 1986. — J.A. Mackay: self-published, 1986. (Ежегодник истории почты 1986 года.)
- Under the Gum — Background to British Stamps 1840—1940. — James Bendon, 1997. (Под клеем — Описание почтовых марок Великобритании 1840—1940 гг.)
- Scottish Islands Postal History Series (Серия «История почты шотландских островов».)
  - No. 1: Harris & St Kilda. — J.A. Mackay: self-published. — 80 p. (№ 1: Харрис и Сент-Килда.)
  - No. 2: The Uists & Barra. — J.A. Mackay: self-published. — 57 p. (№ 2: Острова Уист и Барра.)
  - No. 3: Lewis. — J.A. Mackay: self-published. — 62 p. (№ 3: Льюис.)
  - No. 4: Skye and the Small Isles. — J.A. Mackay: self-published. — 70 p. (№ 4: Скай и малые острова.)
  - No. 5: Arran & Cumbrae. — J.A. Mackay: self-published. — 39 p. (№ 5: Арран и Камбрей)
  - No. 6: Bute. — J.A. Mackay: self-published. — 38 p. (№ 6: Бьют)
  - No. 7: Orkney & Stroma. — J.A. Mackay: self-published. — 64 p. (№ 7: Оркни и Строма)
  - No. 8: Shetland. — J.A. Mackay: self-published. — 70 p. (№ 8: Шетлендские острова)
  - No. 9: Mull, Iona, Coll & Tiree. — J.A. Mackay: self-published. — 37 p. (№ 9: Малл, Айона, Колл и Тайри)
  - No. 10: Islay, Jura and the other Argyll Isles. — J.A. Mackay: self-published. — 39 p. (№ 10: Айлей, Джура и другие Аргайлские острова)
  - No. 11: Scottish Islands Supplement & Catalogue. — J.A. Mackay: self-published. — 64 p. (№ 11: Дополнительные материалы и каталог по шотландским островам.)
  - No. 12: Isle of Wight. — J.A. Mackay: self-published. — 112 p. (№ 12: Остров Уайт.)

#### На русском языке
- Маккей Дж. Марки: большая энциклопедия / Пер. Ю. В. Сырбу. — М.: Эксмо, Наше слово, 2009. — 254 с. — ISBN 978-5-699-37967-5. — Тираж 4000 экз. (Более 3000 марок из 200 лучших коллекций.)
- Маккей Дж. Монеты: большая энциклопедия. — М.: Эксмо, Наше слово, 2010. — 256 с. — ISBN 978-5-699-39897-3. — Тираж 5000 экз.

### Биографии
- William Wallace: Brave Heart. Mainstream, 1995. — ISBN 1-85158-823-X.
- Vagabond of Verse: Robert Service — a Biography. — Trafalgar Square, 1996. — ISBN 1-85158-704-7.
- Allan Pinkerton: The First Private Eye. — Somerset, NJ: John Wiley & Sons, 1997. — ISBN 0-471-19415-8.
- Michael Collins: A Life. — Trafalgar Square, 1997. — ISBN 1-85158-857-4.
- Alexander Graham Bell: A Life. — Somerset, NJ: John Wiley & Sons, 1998. — ISBN 0-471-24045-1.
- The Man Who Invented Himself: a Life of Sir Thomas Lipton. — Edinburgh: Mainstream Publishing, 1998. — ISBN 1-85158-831-0.